# Боднар Роман
Роман Боднар (псевдо: «Сагайдачний»; 7 квітня 1921, с. Смереків, тепер Куликівська селищна громада, Львівська область — 7 червня 2002, м. Йонкерс, США) — український військовик, поручник УПА, командир сотень «Холодноярці-1» і «Переяслави-1» ТВ-13 «Розточчя». 

## Життєпис

(м. Регенсбург, 3.03.1948). Зліва направо: Микола Фриз («Вернигора»)‚ Петро Миколенко («Байда»), Михайло Озимко (“Залізняк”), Роман Боднар («Сагайдачний»), Михайло Борис («Жан»)‚ Модест Ріпецький («Горислав»), Степан Ґоляш («Мар»)‚ Михайло Дуда («Громенко»), Зиновій Соколюк (“Семенів”).

Народився 7 квітня 1921 року в селі Смереків. 
Закінчив підстаршинську школу УПА. Служив чотовим, а згодом командиром сотні «Холодноярці-1» (08.-11.1945). 17 вересня 1945 року командував засідкою на гарнизонників НКВС біля села Жорниська, Яворівського району Львівської області, в результаті один знищений та два поранені військовослужбовці, здобуто 2 автомати і пістолет.
Протягом червня - липня 1947 року командир сотні «Переяслави-1» ТВ-13 «Розточчя» ВО-2 «Буг». На чолі групи вояків із сотні перейшов рейдом із Закерзоння до американської окупаційної зони Австрії (07.- 09.1947). 
Згодом емігрував до США. Член Об’єднання колишніх вояків УПА США і Канади. Помер 7 червня 2002 року в Йонкерсі. 
Ст. вістун (?), ст. булавний (1.01.1946), поручник УПА (1.07.1949).